# Alfredo Moser
Alfredo Moser (Itajaí, Santa Catarina, Brasil; 1951) es un mecánico e inventor brasileño.
A principios de los años 2000, se hizo conocido por crear la "lámpara Moser", la cual utiliza de manera ecológica la refracción solar en una botella de plástico para iluminar ambientes sin electricidad.

## Biografía
Nació en Itajaí y comenzó a trabajar desde temprana edad para colaborar con los gastos familiares, solo completando la educación primaria. Más tarde se trasladó a Brasilia, donde trabajó como mecánico de autos. En 1980, se trasladó a Uberaba, donde se estableció con su familia y construyó una pequeña taller mecánico.

### Lámpara Moser

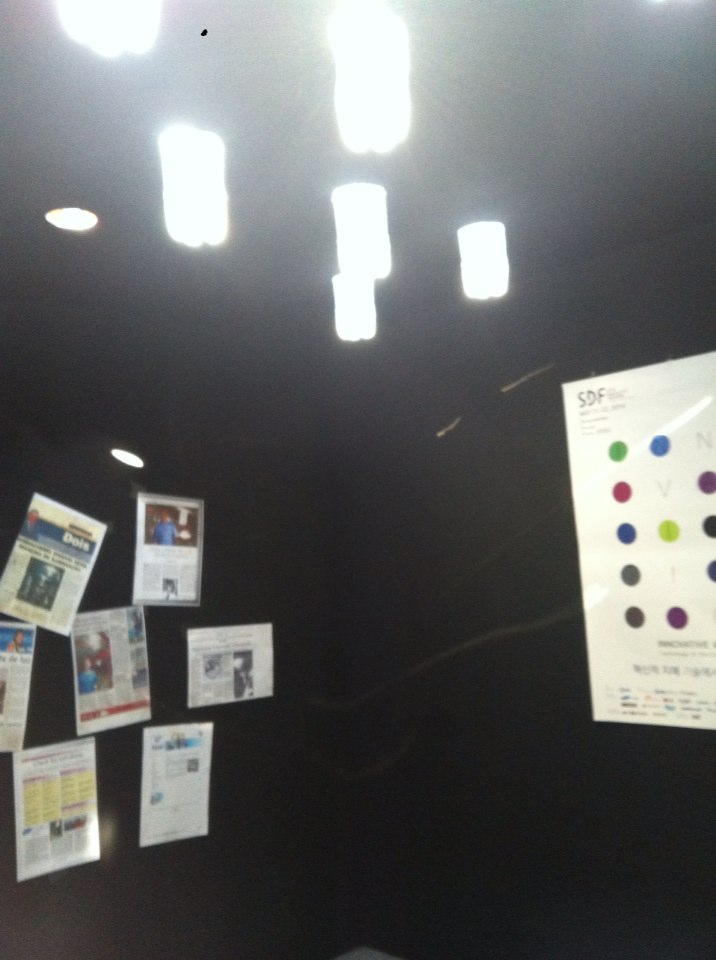
Demostración de un ambiente utilizando las lámparas de Moser.

Moser concibió su lámpara alternativa en su propia casa, buscando una solución sencilla para enfrentar los frecuentes cortes de energía causados por la crisis energética que afectaba a Brasil entre 2001 y 2002. Utilizando la refracción de la luz solar, instaló una botella plástica con agua y un poco de cloro en el techo de una habitación oscura. Observó cómo la luz solar refractada iluminaba el espacio que previamente estaba oscuro y decidió compartir su idea con los medios de comunicación locales.
La lámpara alternativa produce una intensidad luminosa entre 40 y 60 vatios y, al utilizar la luz natural del sol, no emite CO2. Por su práctica construcción e instalación, la idea de Moser fue utilizada como fundamento por Illac Angelo Diaz, empresario y filántropo filipino, creador de la Fundación MyShelter, dedicada a distribuir lámparas ecológicas en áreas remotas y con escasa infraestructura en Filipinas.
En 2011, la Fundación MyShelter lanzó el programa Un Litro de Luz, replicando a nivel global el proyecto de Illac Diaz. Este programa utiliza materiales disponibles localmente y promueve el desarrollo de economías locales a través del aprendizaje de habilidades básicas de carpintería o electrónica. En el año 2014, más de un millón de hogares ya estaban cubiertos por el proyecto a nivel mundial, disponible y en expansión en otros 20 países de Asia, África y América Latina.

"Es una luz divina. Dios nos dio el Sol a todos, así que la luz es para todos. Quien quiera (usar la Lámpara Moser), ahorra dinero. No vas a electrocutarte con esto y no te cuesta ni un centavo".
 Alfredo Moser, 2013.